# Lidtjärnet (Arvika socken, Värmland)
Lidtjärnet är en sjö i Arvika kommun i Värmland och ingår i Göta älvs huvudavrinningsområde.